# Torre Telecom Italia (Napoli)
La torre Telecom Italia è un grattacielo alto 129 metri del Centro direzionale di Napoli.
È stato per quindici anni, dal 1995 al 2010, il grattacielo più alto d'Italia, superando di circa due metri il grattacielo Pirelli di Milano.

## Descrizione
Il complesso presenta la torre centrale e due corpi bassi che la circondano, rendendo la struttura più particolare e incidendo apparentemente sull'altezza della torre che potrebbe sembrare meno alta rispetto alle misure reali. Si trova a nord del Centro direzionale di Napoli ed è rivestita in vetri a specchio su tutte le facciate.
Frontalmente presenta due piloni rivestiti in pannelli bianchi che comprendono il corpo degli ascensori e delle scale. Alla metà è posta una balconata panoramica che appare come un taglio nero orizzontale sulla facciata, ma che non si nota spesso poiché si trova poco più in alto del tetto dei corpi bassi. Questa caratteristica è presente anche in altri due punti della torre: sul retro in alto, quasi alla sommità, occupando quasi tutto il piano, e sempre sul retro alla stessa posizione della panoramica posta sulla facciata, ovvero alla metà del grattacielo.
Inoltre, osservando i lati della torre, si nota un'ulteriore particolarità della struttura, ovvero le rientranze a vetro e i diversi livelli del tetto nei suddetti lati. Essa è ben visibile, insieme a tutto il Centro direzionale (comprese le torri residenziali), dalla tangenziale di Napoli, dalle alture circostanti e da diversi punti della città, dal porto, nonché dalla stazione ferroviaria di Napoli Centrale.